# Catherine Tate
Catherine Tate (Londres, 12 de maio de 1968) é uma atriz, comediante e escritora britânica. Ganhou inúmeros prêmios pelo seu trabalho no programa The Catherine Tate Show (2004–2007) da BBC, bem como foi nomeada para um Emmy Internacional e sete BAFTA TV Award. Tate interpretou Donna Noble no especial de Natal de 2006 de Doctor Who, e mais tarde reprisou seu papel na quarta temporada da série em 2008.
Após o sucesso de The Catherine Tate Show, ela protagonizou a série de comédia Catherine Tate's Nan (2009–2015) da BBC One. Em 2011, participou como Nellie Bertram da versão estadunidense de The Office. Tate interpretou o papel de Miss Sarah Postern na sitcom Big School (2013–2014), e desde 2017, fornece a voz da Maga Patalójika na série de animação DuckTales, lançada em 2017 pela Walt Disney Company.
No cinema ela apareceu em filmes como Mrs Ratcliffe's Revolution (2007), Gulliver's Travels (2010), Monte Carlo (2011), SuperBob (2015) e Nan The Movie (atualmente adiado).

## Juventude
Tate nasceu em Bloomsbury e foi criada no Brunswick Centre. Sua mãe, Josephine, era um florista, e Tate disse que a personagem Margaret em The Catherine Tate Show, que grita na menor alteração, é baseada principalmente em Josephine.
Catherine Tate não conheceu o pai, pois quando ainda era pequena sua mãe decidiu o deixar, e, consequentemente, ela foi criada em um ambiente predominantemente feminino, sendo cuidada por sua mãe, avó e seus padrinhos. Enquanto criança, Tate sofria de um transtorno obsessivo-compulsivo centrado na associação de palavras. Por exemplo, ela não era capaz de deixar um obeto, exemplo, uma peça de roupa com a letra "J" como uma jaqueta, no chão ou isso poderia trazer desgraça para sua mãe, cujo nome começa com a letra "J".
Frequentou a St Joseph's Roman Catholic Primary School, Macklin Street, em Holborn e a Notre Dame High School, em Southwark, um convento e escola secundária para meninas do Sul de Londres. Quando Tate era adolescente, ela sabia que queria seguir uma carreira profissional de atriz e foi posteriormente enviada para uma escola católica para meninos, Salesian College em Battersea, aos 16 anos. A escola oferecia as instalações necessárias para o estudo de drama. Tate deixou a escola sem ocupar seu Nível Avançado. Ela então tentou durante quatro anos conseguir um lugar na Central School of Speech and Drama (Universidade de Londres), sendo bem sucedida em sua quarta tentativa. Ela estudou lá por três anos, e até seus 26 anos de idade, viveu em Holborn e Bloomsbury. Antes de conseguir um lugar na Escola Central de Expressão e Drama, Tate foi para a Sylvia Young Theatre School, mas deixou após uma semana; "Mesmo com aquela idade, eu percebi que não era Bonnie Langford. Era muito competitivo", afirmou ela.

## Filmes e séries de TV
- 1990: Surgical Spirit
- 1993: The Bill
- 1994: Milner
- 1994: Men Behaving Badly
- 2000: That Peter Kay Thing
- 2001: Attention Scum
- 1998 2002: Big Train
- 2004: Wild West
  - 2004–2007: The Catherine Tate Show
- 2005: Bleak House
- 2006: Love and Other Disasters
- 2006: Starter for 10
  - 2006: Sixty Six
  - 2006: Scenes of a Sexual Nature
- 2005: Marple
- 2006, 2008, 2009: Doctor Who (15 Episódios + Especial de Natal)
- 2007: The Bad Mother's Handbook
  - 2007: Mrs Ratcliffe's Revolution
- 2009: The Sunday Night Project
  - 2009: The Justin Lee Collins Show
  - 2009: Genius
- 2010: Gulliver's Travels
- 2011: "Fake That — Jason Orange" for BBC — Red Nose Day 2011
  - 2011: Monte Carlo
- 2012: The Office (US)
- 2013: Big School
- 2017: Maga Patalójika na série de animação DuckTales'

## Prêmios
- 2004 — British Comedy Award — Melhor comediante de TV
- 2006 — Royal Television Sociaty Award — Melhor Performance de Comédia
  - 2006 — British Comedy Award — Melhor Comediante de TV
- 2007 — National Television Awards — Programa de Comédia mais Popular
- 2008 — TV Quick Awards — Melhor Atriz de Seriado (por Doctor Who)

## Indicações
- 2004 — British Comedy Award — Melhor Comediante de TV
- 2005 — British Comedy Award — Melhor Comediante de TV
  - 2005 — British Comedy Award — Escolha do Público
  - 2005 — Emmy — Melhor Atriz
  - 2005 — BAFTA TV Award — Melhor Escritora Revelação
  - 2005 — BAFTA TV Award — Programa de Comédia
- 2006 — BAFTA TV Award — Melhor Performance de Comédia
- 2007 — BAFTA TV Award — Melhor Programa de TV
- 2008 — Nickelodeon's UK Kids Choice Awards 2008 — Pessoa mais Engraçada
  - 2008 — Nickelodeon's UK Kids Choice Awards 2008 — Melhor Atriz de TV (por Doctor Who)
  - 2008 — National Television Award — Melhor Atuação (por Doctor Who)